# Francesc Xavier Gibert
Francesc Xavier Gibert va néixer a La Granadella (Lleida) el 3-12-1779 i va morir a Madrid el 27-02-1848.
Va ser mestre de capella i realitzà els seus estudis musicals amb Antonio Sala, aleshores mestre de la capella de la catedral de Lleida, i en va aprendre l'art del contrapunt.
El 1800 va ser nomenat mestre de capella de la catedral de Tarazona i va exercir aquest càrrec fins a 1804, quan va ser requerit al convent de les Descalces Reials de Madrid, acomplint la mateixa tasca durant 44 anys, fins a la seva mort. H. Anglès i J. Pena van localitzar Gibert a les Reials Clarisses de Madrid els anys 1815 a 1828.
Les seves composicions són a cappella, revelant els seus motets un excel·lent domini de la tècnica contrapuntística. La major part tenen una severitat mística i un caràcter dramàtic impropi de l'època. Al seu temps va gaudir d'una notable fama com a compositor, i sovint ha estat comparada la seva escriptura musical amb l'estil polifònic de Tomás Luis de Victoria.
Es conserven un himne, Vexilla regis, i una col·lecció d'obres per al Diumenge de Rams i Divendres Sant al convent de les Descalces Reials de Madrid.